# Momodou Seedy Kah
Momodou Seedy Kah war Minister für Landwirtschaft des westafrikanischen Staates Gambia.

## Leben
Am 8. Oktober 2009 wurde Kah von Präsident Yahya Jammeh ins Kabinett als stellvertretender Minister für Landwirtschaft (englisch Deputy Minister of Agriculture) zuständig für das Gambia Department of Agricultural Services berufen und am 29. Oktober 2009 vereidigt.
Er verblieb bis zum 23. April 2010 im Amt und wurde von Khalifa Kambi ersetzt. Kah ging in den diplomatischen Dienst und wurde gambischer Botschafter in Sierra Leone.